# Assuratome
Assuratome est un groupement d'assureurs et réassureurs créé en 1957 pour former un fonds commun de coréassurance pour le domaine du nucléaire. 

## Historique
Assuratome est un « Groupement de coréassurance des risques nucléaires », anciennement nommé PFARA ou "Pool Français d'Assurance des Risques Atomiques" ;

C'était d'abord une association, créée en 1957. 

Elle est devenue un GIE (Groupement d'intérêt économique) en 1969, et s'est adjoint les capacités assurantielles de plusieurs « Pools d'assurance nucléaire » actifs  dans la plupart des pays possédant une industrie nucléaire civile. 
Assuratome offre en échange  à ces Pools sa propre capacité de réassurance pour la couverture de risques dans le monde entier. Ce groupe s’est dénommé « Assuratome » en  1995.  Le GIE vise à mieux pouvoir répondre à des risques « non connus »  pour un « nombre réduit d’installations assurées », mais avec une  « exposition très importante », dans un cadre juridique spécifique (en France « responsabilité objective canalisée sur l’exploitant, limitée en durée et en montant, garantie financière obligatoire », avec des « risques de cumuls »).
En raison des risques spécifiquement liés au nucléaire, Assuratome échappe à certaines des règles générales de concurrence et anti-trust, par dérogation en Europe, jusqu'au 31 mars 2017, tout en étant soumis à un autocontrôle en Europe (Avant 2003, les entreprises bénéficiant de ce type de dérogation devaient notifier les accords ou pratiques concertées à la Commission européenne pour  obtenir une autorisation en application des règles de concurrence., mais depuis le règlement (CE) n°1/2003 du Conseil relatif à la mise en œuvre des règles de concurrence, mis en œuvre depuis le 1er mai 2004, ce système de notification est supprimé au profit du  principe selon lequel les entreprises doivent elles-mêmes apprécier si leurs accords ne contreviennent pas à l'interdiction frappant les pratiques qui restreignent la concurrence (article 101 du traité) .
Assuratome n’est pas un assureur, il n’émet pas directement de contrat d'assurance. 
Son échelle internationale devrait faciliter le rôle de coordinateurs des pools associés en matière de gestion de sinistres RC (Responsabilité civile) de grande ampleur, dont avec des conséquences  trans-frontalières.

## Adhérents
Selon Assuratome, le groupe comprenait 40 adhérents au 1er janvier 2011. Outre les Pools, le groupe peut s’appuyer sur 
- La Mutuelle américaine NEIL (et O’ NEIL)
- Les Mutuelles européennes EMANI, ELINI
- des « captives »
- des Banques (cf. Garanties financières)

## Contexte
- La mondialisation, l'augmentation démographique associée à une demande croissante en énergie (électrique notamment), les technologies nouvelles et les énergies mises en œuvre ainsi que le contexte géopolitique, écologique et de Dérèglement climatique semblent favoriser un contexte général de plus en plus incertains, avec des risques nouveaux[3]  plus difficiles à assurer, et qui peuvent se combiner ou plus que surajouter leurs effets (synergies) en cas d'expression simultanée de deux risques (phénomène de type « Genpatsu-shinsai » (au Japon en 2011 par exemple ; qui démultiplie les effets d'un Tsunami par ceux d'un accident nucléaire).
- Le contexte de volonté de développement soutenable incite à plus de responsabilité, de prévention et de précaution et à une meilleure internalisation des coûts, ce qui semble difficile pour un opérateur seul dans ce domaine, étant donné que si le risque d'accident est réputé statistiquement faible, ses coûts sont en revanche très élevés en cas d'expression du risque (accident grave, accident majeur et catastrophe). De plus les effets transfrontières peuvent être plus élevés que pour le pays même (Lors de la catastrophe de Tchernobyl, à cause de la direction du vent, c'est la Biélorussie et non l'Ukraine qui a été la plus touchée par les retombées radioactives). Dans le contexte juridique actuel, internaliser suppose que l'exploitant assume « toute la responsabilité des dommages causés aux tiers » et comme les victimes sont des tiers, l'exploitant engage sa responsabilité civile. De ce point de vue, « l'internalisation du risque nucléaire par l'exploitant implique qu'il mette tout en œuvre pour réduire le risque ex ante par des mesures de précaution appropriées ». Ceci devrait le pousser à renforcer la prévention[3],[4],[5],[6],[7], [8],[9],[10],[11], et à une meilleure intégration de la responsabilité environnementale dans la responsabilité civile[12]. On parle alors d'internalisation coasienne ; qui veut que les externalités négatives soient internalisées par exemple via une redéfinition des droits entre l'exploitant et les victimes potentielles[3].

- Le contexte assurantiel : il exclut le risque nucléaire des contrats d’assurance dès 1957 et de la « clause NMA » 75 (modifiée en 1994) introduite dans les traités de réassurance[1], Assuratome vise à  financer l’assurance  du risque nucléaire[pas clair] par des groupes d’Assurances  et des sociétés de réassurance actifs dans la plupart des pays, via notamment des « conventions de coréassurance », pouvant périodiquement être révisées (ex : « Convention de coréassurance des risques atomiques "Assurances de Personnes" (version 2002) », « Convention de coréassurance des risques atomiques "Responsabilité Civile et Dommages Matériels" (version 2004) »)[13].

- La « Convention de Paris sur la responsabilité civile dans le domaine de l'énergie nucléaire »[14] cadre ce domaine. Elle souhaitait une « réparation adéquate et équitable aux personnes victimes de dommages causés par des accidents nucléaires, tout en prenant les mesures nécessaires pour éviter d'entraver le développement de la production et des utilisations de l'énergie nucléaire à des fins pacifiques » ;
 Elle a été créée sous l’égide de l'Agence de l'OCDE pour l'Énergie Nucléaire  (Nuclear Energy Agency) qui avait notamment pour mission de « promouvoir l'élaboration et l'harmonisation des législations intéressant l'énergie nucléaire dans les pays participants, en ce qui concerne notamment le régime de la responsabilité civile et de l'assurance des risques atomiques ». Elle a été signée par les premiers pays « parties » à Paris le 29 juillet 1960 (avec protocoles additionnels) a institué une responsabilité objective canalisée sur l'exploitant, limitée en durée et en montant et soumise à une garantie financière obligatoire.

- Sur le marché français les assureurs et réassureur se sont donc réunis dans le GIE Assuratome (dont le siège social est basé à Paris, à La Défenses, dans la Tour Franklin). Ce GIE vise à réunir des  capacités financières suffisantes pour  « la couverture des risques liés à l'utilisation pacifique de l'énergie nucléaire » (centrales nucléaires, médecine nucléaire…).

- On assiste au développement de « Mutuelles Professionnelles » dans le domaine du nucléaire aussi.

## Missions
- Aider ses membres dans le cas de l’utilisation civile des rayonnements ionisants[1]
- Gérer (solidarité entre les adhérents) les deux conventions de coréassurance : RC/DM et assurances de personnes[1]
- Réassurer ses membres à 100 %[1]
- Étude des risques et de conditions de garanties d’assurance dans le domaine nucléaire
- Souscription de réassurance
- Gestion des sinistres
- Gestion d’actifs

## Domaines de compétence / éligibilité
- Assuratome garantit - dans certaines limites - des événements classiques & des risques nucléaires tels qu' « accident de criticité, contamination radioactive, irradiation »
- Assuratome participe à l’Organisation de la gestion de crise,  (à partir du « niveau 5 » de l'échelle INES, qui implique des conséquences hors de l'enceinte et du site)

## Bénéficiaires
Ce sont les opérateurs d’ « Installations Nucléaires de Base » (INB), dont par exemple en France  EDF, Areva, le  CEA, Eurodif, et les ICPE utilisant ou détenant des radionucléides artificiels, ainsi que les opérateurs de médecine nucléaire ou utilisant sources de ionisantes soumises à autorisation de l’Autorité de sûreté nucléaire, mais les usages militaires ne sont pas couverts.

## Limites
Ce sont celles des fonds disponibles ; les capacités domestiques cumulées RC et Dommages (2010) étaient pour les principaux pays couverts de :
| Pays-membre            | Capacités Responsabilité civile et dommages (en 2010, selon Assuratome) |
| ---------------------- | ----------------------------------------------------------------------- |
| Japon                  | € 728 M                                                                 |
| Suisse                 | € 612 M                                                                 |
| France                 | € 522 M                                                                 |
| Royaume-Uni            | € 516 M                                                                 |
| Allemagne              | € 498 M                                                                 |
| Chine                  | € 331 M                                                                 |
| NNI (Suède & Finlande) | € 181 M                                                                 |
| ANI (USA)              | € 106 M                                                                 |
| Belgique               | € 96 M                                                                  |
| Espagne                | € 78 M                                                                  |
| Autres                 | ...                                                                     |

Le Volume mondial des primes était estimé en 2011 à 500 M € / an (pour 2010) ; (75 % en DM - 25 % en RCEN)
Le Comité d’Administration peut aussi « limiter les capacités pour certains risques ou certaines situations géographiques »). 
Diverses inconnues, dont les risques liés à des opérations de démantèlement (en augmentation)  ou à de grands accidents multiples et imprévus (ex Fukushima en 2011) peuvent moduler les capacités d’intervention. Dans le domaine nucléaire, certains risques « peuvent être irréversibles, de long terme et catastrophiques » et imprévisibles dans l'espace et le temps. 

De plus, la contamination interne par des radionucléides (dégâts potentiels et invisibles) et des altérations transmissibles de l'ADN sont encore mal prises en compte par le droit.  
Enfin, comme pour d’autres risques majeurs, les événements naturels d'ampleur exceptionnelle sont généralement exclus de la couverture assurantielle. 
Dans ce cas, la convention de Paris exonère également l'exploitant lui-même, ce qui pose la question de l’« aléa moral ». Par exemple au Japon, au moment des accidents nucléaires de Fukushima de 2011, pour les dommages au site lui-même, l’exploitant (Tepco) n'était plus assuré (depuis août 2010), ce qui le prive d'indemnisation. Pour les dommages aux tiers, au Japon, la loi fixe un plafond d'indemnisation à 120 milliards de yens (soit 1,04 milliard d'euros environ). Tepco disposait d’une police d’assurance, mais le fait que les dommages aient été causés par un tsunami devrait priver l'opérateur japonais d'indemnisation.

## Gouvernance
Neuf personnes (juristes & ingénieurs spécialisées dans le domaine de l’assurance des risques nucléaires) travaillent sous l’autorité d’un « Comité d'Administration » qui réunit au moins dix et au plus quinze Administrateurs, désignés annuellement par l'Assemblée générale ordinaire du GIE ; 
Chaque Administrateur étant une « personne physique, membre du haut personnel de l'Entreprise adhérente qui la présente ».  
Certains administrateur peuvent être désignés pour leurs  compétences particulières sans être membre du haut personnel d’une société adhérente.
Le règlement prévoit que ce comité constitue :
- une « Commission Technique » à laquelle il confie « toutes missions et études qu'il estime nécessaires ».
- un « Comité Financier », qui  détermine les orientations et organise « la gestion des actifs financiers, valeurs mobilières, autres titres assimilés, OPCVM et liquidités ».

Des assemblées générales réunissent périodiquement (au moins une fois par an, dans les 3 derniers mois de l’exercice) « l'ensemble des membres du Groupement » si un quart ou plus des membres du Groupement le souhaite une assemblée générale est organisée.
- L'Assemblée Générale Ordinaire « statue sur les intérêts du Groupement quels qu'ils soient, et plus particulièrement se prononce sur les admissions au Groupement, examine les démissions volontaires, prononce les radiations, nomme les Administrateurs, ainsi que les Contrôleurs de gestion et le ou les Commissaires aux comptes » ;
- L'Assemblée Générale « Extraordinaire » doit être réunie pour des décisions exceptionnelles telles que modifier les Statuts, modifier des Conventions de coréassurance ou pour dissoudre le  Groupement.

Assuratome adhère au GIE « GSA+ » pour la logistique administrative et comptable.
Depuis janvier 2021, Julien Guénot est président d'Assuratome, succédant à Philippe Rocard, et Henri Gurs, directeur général, succédant à Gilles Trembley.

## Perspectives
Assuratome s’attend à une « révision des Conventions Internationales sur la Responsabilité Civile dans le domaine de l’Énergie Nucléaire », avec « Augmentation des garanties obligatoires » et une pression publique pour une meilleure « révision gestion des sinistres en cas d’accident grave ». De plus, l'intégration de la gestion future des risques (environnementaux notamment) dans le bilan comptable est une tendance émergente qui devrait se poursuivre, notamment encouragée par le développement de la RSE (Responsabilité sociale et environnementale des entreprises) et de nouvelles méthodes d'évaluation des entreprises,, d'une information comptable plus précise, plus éthiquement construite et plus étendue,  et de l'information environnementale et financière plus transparentes,, et de l'amélioration des audits comptables.